# Pływanie na Letnich Igrzyskach Olimpijskich 1908 – 200 m stylem klasycznym mężczyzn
Konkurencja pływacka 200 metrów stylem klasycznym na Letnich Igrzyskach Olimpijskich 1908 w Londynie odbyła się w dniach 15–18 lipca 1908. Zgłoszonych zostało 35 zawodników, jednak ostatecznie wystartowało 27 pływaków z 10 państw.

## Wyniki

### Eliminacje
Eliminacje odbyły się 15 lipca 1908 o godzinie 14:30. Do półfinałów awansowali zwycięzcy każdego wyścigu (Q) oraz najszybszy zawodnik z drugiego miejsca (q).
Wyścig 1
| Miejsce | Zawodnik       | Kraj            | Wynik  | Uwagi |
| ------- | -------------- | --------------- | ------ | ----- |
| 1.      | Fred Holman    | Wielka Brytania | 3:10,6 | Q,    |
| 2.      | Richard Rößler | Niemcy          | 3:18,0 |       |
| 3.      | Max Gumpel     | Szwecja         |        |       |
| –       | Imre Waizner   | Węgry           |        | DNS   |
| –       | G. Petit       | Włochy          |        | DNS   |

Wyścig 2
| Miejsce | Zawodnik           | Kraj              | Wynik  | Uwagi |
| ------- | ------------------ | ----------------- | ------ | ----- |
| 1.      | Wilhelm Persson    | Szwecja           | 3:17,6 | Q     |
| 2.      | András Baronyi     | Węgry             | 3:18,0 |       |
| 3.      | Augustus Goessling | Stany Zjednoczone |        |       |
| 4. - 5. | Herman Cederberg   | Finlandia         |        |       |
| 4. - 5. | Frank Naylor       | Wielka Brytania   |        |       |

Wyścig 3
| Miejsce | Zawodnik          | Kraj            | Wynik  | Uwagi |
| ------- | ----------------- | --------------- | ------ | ----- |
| 1.      | Erich Seidel      | Niemcy          | 3:17,2 | Q     |
| 2.      | Hjalmar Johansson | Szwecja         | 3:21,2 |       |
| 3.      | Alf Davies        | Wielka Brytania |        |       |
| 4.      | Pierre Strauwen   | Belgia          |        |       |
| –       | G. Bowidon        | Francja         |        | DNS   |

Wyścig 4
| Miejsce | Zawodnik         | Kraj            | Wynik  | Uwagi |
| ------- | ---------------- | --------------- | ------ | ----- |
| 1.      | Ödön Toldi       | Węgry           | 3:14,4 | Q     |
| 2.      | Pontus Hanson    | Szwecja         | 3:15,0 | q     |
| 3.      | Sydney Gooday    | Wielka Brytania |        |       |
| 4.      | Amilcare Beretta | Włochy          |        |       |
| –       | Georg Zacharias  | Niemcy          |        | DNS   |

Wyścig 5
| Miejsce | Zawodnik         | Kraj              | Wynik  | Uwagi |
| ------- | ---------------- | ----------------- | ------ | ----- |
| 1.      | William Robinson | Wielka Brytania   | 3:13,0 | Q     |
| 2.      | Per Fjästad      | Szwecja           | 3:31,4 |       |
| 3.      | John Henriksson  | Finlandia         |        |       |
| –       | Edward Cooke     | Australazja       |        | DNF   |
| –       | Al Gosnell       | Stany Zjednoczone |        | DNS   |

Wyścig 6
| Miejsce | Zawodnik         | Kraj      | Wynik  | Uwagi |
| ------- | ---------------- | --------- | ------ | ----- |
| 1.      | József Fabinyi   | Węgry     | 3:23,4 | Q     |
| 2.      | Torsten Kumfeldt | Szwecja   | 3:24,6 |       |
| 3.      | Harald Klem      | Dania     |        |       |
| –       | Hugo Jonsson     | Finlandia |        | DNF   |
| –       | A. Frick         | Francja   |        | DNS   |

Wyścig 7
| Miejsce | Zawodnik         | Kraj            | Wynik  | Uwagi |
| ------- | ---------------- | --------------- | ------ | ----- |
| 1.      | Félicien Courbet | Belgia          | 3:16,4 | Q     |
| 2.      | Percy Courtman   | Wielka Brytania | 3:18,4 |       |
| 3.      | Adolf Andersson  | Szwecja         |        |       |
| –       | Walter Brack     | Niemcy          |        | DNS   |
| –       | F. Negri         | Włochy          |        | DNS   |

### Półfinały
Półfinały odbyły się 16 lipca 1908 o godzinie 14:30. Dwóch najlepszych pływaków z każdego wyścigu awansowało do finału (Q).
Półfinał 1
| Miejsce | Zawodnik       | Kraj            | Wynik  | Uwagi |
| ------- | -------------- | --------------- | ------ | ----- |
| 1.      | Fred Holman    | Wielka Brytania | 3:10,0 | Q,    |
| 2.      | Ödön Toldi     | Węgry           | 3:16,4 | Q     |
| 3.      | Erich Seidel   | Niemcy          |        |       |
| 4.      | József Fabinyi | Węgry           |        |       |

Półfinał 2
| Miejsce | Zawodnik         | Kraj            | Wynik  | Uwagi |
| ------- | ---------------- | --------------- | ------ | ----- |
| 1.      | William Robinson | Wielka Brytania | 3:11,8 | Q     |
| 2.      | Pontus Hanson    | Szwecja         | 3:13,0 | Q     |
| 3.      | Wilhelm Persson  | Szwecja         |        |       |
| 4.      | Félicien Courbet | Belgia          |        |       |

### Finał
Finał odbył się 18 lipca 1908 o godzinie 14:30. Przez pierwsze 100 metrów prowadził Pontus Hanson, który został następnie dogoniony przez wszystkich rywali i w pewnym momencie spadł na ostatnie miejsce. Fred Holman wygrał z przewagą 2 jardów.
| Miejsce | Zawodnik         | Kraj            | Wynik  | Uwagi |
| ------- | ---------------- | --------------- | ------ | ----- |
| złoto   | Fred Holman      | Wielka Brytania | 3:09,2 | WR    |
| srebro  | William Robinson | Wielka Brytania | 3:12,8 |       |
| brąz    | Pontus Hanson    | Szwecja         | 3:14,6 |       |
| 4.      | Ödön Toldi       | Węgry           | 3:15,2 |       |